# 布萊頓 (伊利諾伊州澤西縣)
布萊頓（英語：Brighton）是位於美國伊利諾伊州澤西縣和馬庫平縣的一個村落。

## 地理
布萊頓的座標為39°02′22″N 90°08′23″W / 39.03944°N 90.13972°W，而該地最高點為海拔高度202米（即663英尺）。

## 人口
根據2010年美國人口普查的數據，布萊頓的面積為4.85平方千米，當中陸地面積為4.85平方千米，而水域面積為0.10平方千米。當地共有人口2254人，而人口密度為每平方千米464人。